# Гуанідин
Гуанідин — безбарвна кристалічна речовина, розпливається на повітрі внаслідок поглинання вологи. Сильна однокислотна основа pKa=12.5 . З HCl, HNO3 утворює стійкі солі.

## Історія
Знаходиться в сечі як продукт нормального метаболізму білка. Речовина була вперше синтезована окислювальною деградацією природних ароматичних продуктів, гуаніну, виділеного з перуанського гуано.
Незважаючи на простоту будови молекули, кристалічна структура була вперше описана на 148 років пізніше відкриття..

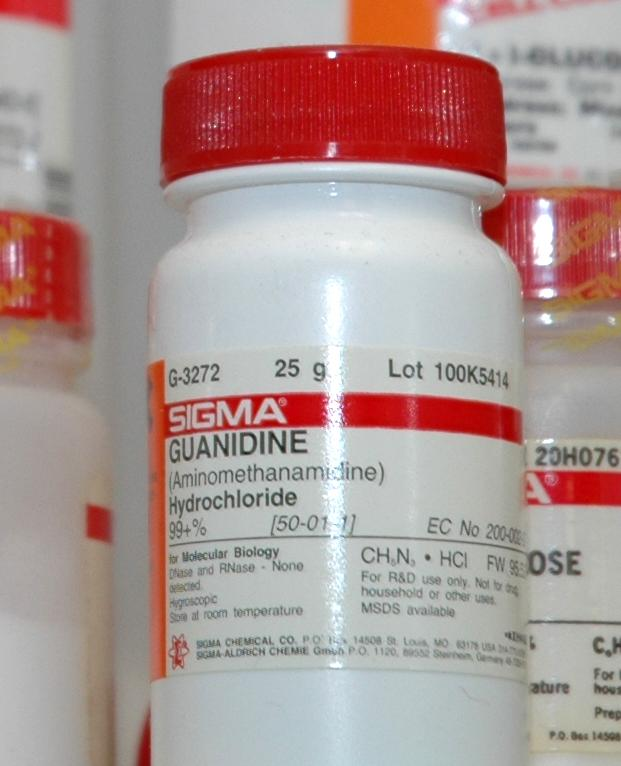
Пляшка гуанідину для використання в лабораторії

## Властивості
Легко алкілюється.
Володіє фунгіцидною і бактерицидною активністю.

## Отримання
- У промисловості гуанідини отримують сплавленням солей амонію з сечовиною або ціаніду,

NH4NO3 + 2(NH2)2CO → (NH2)2C=NH*HNO3 + CO2 + 2NH3
- а також гідрогенолізом ціангуанідину на нікелі Ренея:

NH2-C(=NH)-NH-CN → [H2, Ni] NH2-C(NH)-NH2
- Виділяють за допомогою іонообмінних смол з відходів виробництва сечовини.
- Карбонат виділяють з відходів виробництва меламіну
- Інші солі отримують по реакції з основою гуанідину
- Спиртові розчини при реакції хлориду гуанідину з відповідними алкоголятами

## Протонування і основність
Гуанідин завдяки резонансній делокалізації заряду в симетричному гуанідінієвому катіоні, що утворюється при протонуванні гуанідину, є сильною основою, порівнянним за силою (рКа = 13,5) з гідроксидом натрію.

Висока основність характерна і для заміщених гуанідинів: так, гуанідіновая група амінокислоти аргініну (pKa 12.48) протонована у фізіологічних умовах (при pH < 10).

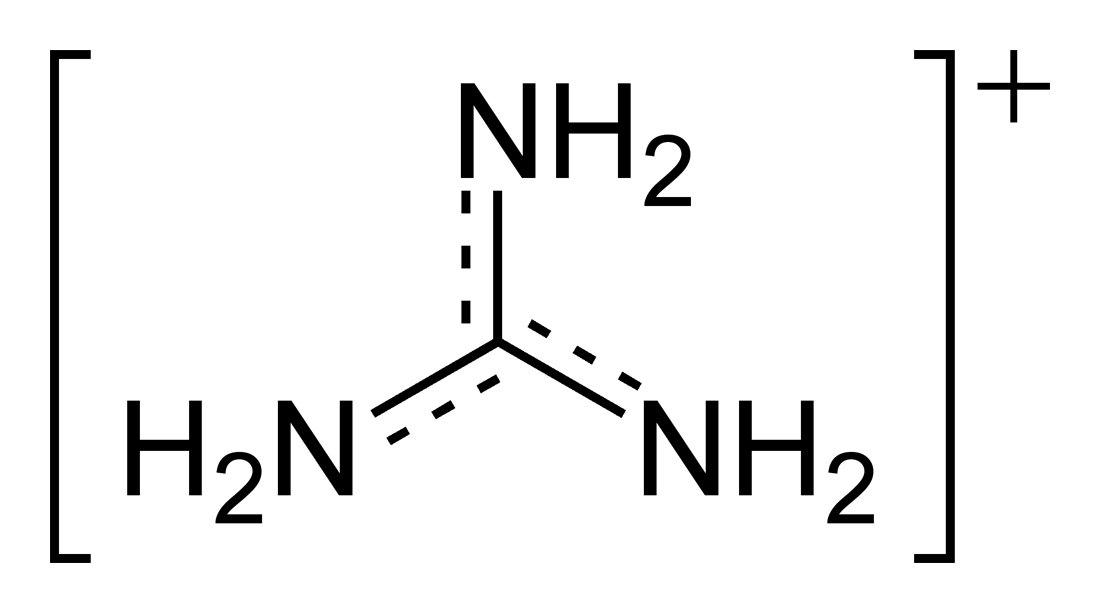
резонансна структура
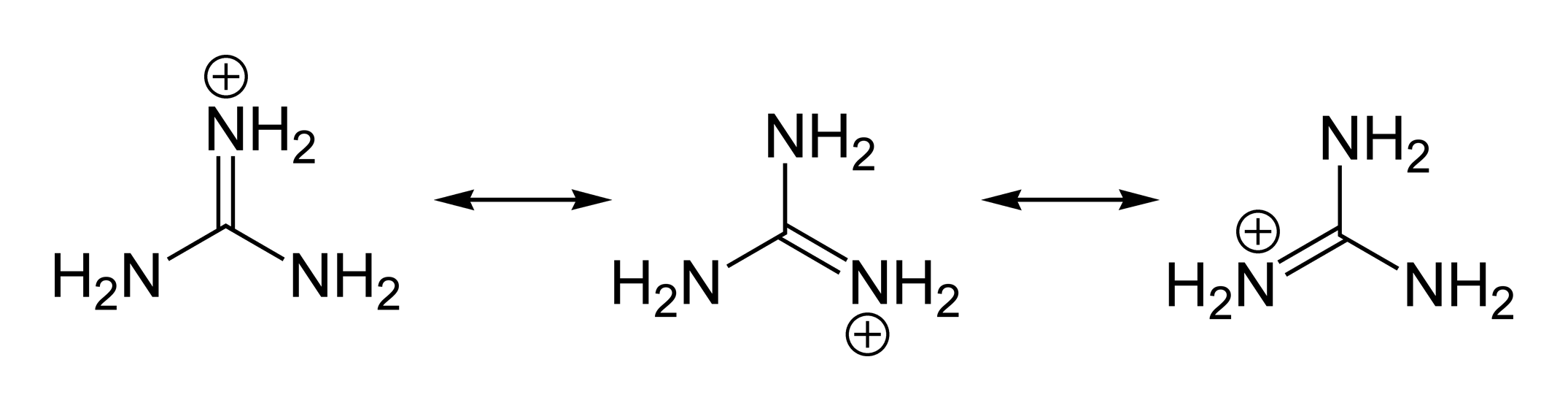
канонічна форма

Гуанідинхлорид використовують для денатурації білків. Причому концентрація і вільна енергія розкриття знаходяться в лінійній залежності. З цією ж метою використовується і тіоціанат гуанідинія.

## Похідні гуанідину

Загальна структура гуанідину

Гуанідин — група органічних сполук із загальною структурою (R1R2N)(R3R4N)C=N-R5. Центральний зв'язок всередині цієї структури — імінова; інша розпізнавана субструктура — аміналь. Приклади гуанідинів: аргінін, триазобициклодецен і сакситоксин. Інші похідні можуть включати гуанідин гідроксид. Гуанідинові солі добре відомі завдяки їх денатуруючій дії на білки. Гуанідин хлорид найбільш відомий денатурант. У його 6 М розчині практично всі білки з впорядкованою структурою втрачають свою впорядкованість.
Бігуаніди - гіпоглікемічні лікарські засоби, що використовуються при цукровому діабеті. Молекули бігуанідів складаються з поліметиленового ланцюжка і гуанідінової групи на обох її кінцях.

## Застосування
- Солі гуанідину, застосовують в промисловості:

 — динітрат — як вибухова речовина,
 — нітрат — в якості монопалива
 — фосфат — в текстильній промисловості для додання вогнетривких властивостей тканинам,
 — карбонат — в синтезі поверхнево-активних речовин і косметиці для випрямлення волосся
- Продукт конденсації гуанідіна з формальдегідом використовується як іонообмінна смола.
- Він також застосовується у виробництві пластмас.
- В якості перспективного альтернативного палива[9]
- Нітрогуанідин, нітрат гуанідінія, перхлорат гуанідінія використовують в якості ракетного палива.
- Хромат-інгібітор корозії

## Безпека
Токсичний, викликає при попаданні на шкіру і в дихальні шляхи лужний опік.